# Kid Flash
Kid Flash (llamado ocasionalmente Chico Flash en Hispanoamérica) es el nombre de varios personajes de ficticios que aparecen en los cómics publicados por DC Comics, originalmente creado por John Broome y Carmine Infantino, como contraparte júnior del superhéroe de DC Comics, The Flash. La primera versión del personaje, Wally West, debutó en The Flash #110 (1959). El personaje, junto con otros como la primera Wonder Girl, Aqualad y Speedy, se creó en respuesta al éxito del joven compañero de Batman, Robin. Estos jóvenes héroes más tarde se separarían en su propio equipo de superhéroes, Los Jóvenes Titanes. Como Kid Flash, Wally West hizo apariciones regulares en cómics relacionados con Flash y otras publicaciones de DC Comics desde 1959 hasta mediados de la década de 1980 hasta que el personaje se reinventó como la nueva versión de The Flash.
Más tarde, mucho después de que Wally West se hiciera un nombre como el nuevo Flash, el personaje de Bart Allen, nieto del segundo Flash Barry Allen, fue sacado al pasado de su hogar en el futuro y sirvió como el joven héroe Impulso. En 2003, con el relanzamiento del escritor Geoff Johns de un nuevo volumen de Young justice, Bart se puso el manto de Kid Flash después de haber sido asesinado por el asesino Deathstroke. Como Kid Flash, Bart apareció en Teen Titans y The Flash (volumen 2) regularmente hasta el evento Crisis infinita, donde la desaparición de Wally West convirtió a Bart en el cuarto Flash. Aparentemente asesinado por los Renegados, Bart fue resucitado en el siglo 31 por el miembro de la Legión de Super-Héroes Brainiac 5 y retomó el manto de Kid Flash. Tras el reinicio de 2011, DC presentó una nueva interpretación de Wally West como su último Kid Flash en 2014, más tarde establecido como el primo más joven de Wally, Wallace West.

## Biografía de los personajes

### Wally West
Wallace Rudolph "Wally" West fue, sin contar a Iris West, la primera persona a quien Flash reveló el secreto sobre su doble identidad (Flash #120). En esa historia, los dos velocistas fueron arrojados inadvertidamente hace 25 millones de años en el pasado, donde lucharon contra una raza de humanoides dorados. Fue solo el primero de muchos viajes en el tiempo para la pareja, que se unieron para probar la Cinta de correr cósmica de Flash.
Poco después de conocer al amigo de Flash, Elongated Man, Kid Flash recibió su propio uniforme único. Flash, que había estado jugando con un nuevo diseño para Wally, estaba inspeccionando una máquina alienígena de exceso de materia cuando, en un estallido de luz, el nuevo disfraz surgió de su mente y en el cuerpo de su protegido. Dado que el nuevo atuendo exponía el pelo rojo brillante de Wally, Flash proporcionó su anillo de almacenamiento de vestuario con un spray especial de colorante instantáneo con el que podía cambiar fácilmente el color de su cabello, como Wally, para dorarse.
El chico velocista se encontró por primera vez con Robin y Aqualad en The Brave and the Bold #54 (junio-julio de 1964), en una aventura que predicaría la formación de los jóvenes titanes poco después. Kid Flash se mantuvo como miembro de buena reputación de ese equipo, aunque su participación limitó considerablemente su participación en aventuras en solitario. A los 18 años, Wally reveló su alter ego a sus padres Bob y Mary por primera vez, eligió su universidad (Taggart) y confió al Flash sus intenciones de retirarse de la superexclusiva después de graduarse de la universidad para poder vivir una vida normal vida.
Dio la casualidad de que abandonó su carrera de lucha contra el crimen incluso antes de eso, cuando se retiró de la tercera encarnación de los jóvenes titanes por motivos personales, incluido el deseo de dedicar más tiempo al estudio, a su nueva novia Frances Kane, y porque, como resultado de su metabolismo cambiante, estaba comenzando a perder sus poderes.
Kid Flash salió de su retiro para luchar en Crisis on Infinite Earths, y fue golpeado más fuerte que nadie cuando los héroes encontraron el traje anillo de Flash y se dieron cuenta de que su compañero estaba muerta. Sin embargo, a pesar de que una explosión del Antimonitor redujo la velocidad máxima de Wally a la del sonido, lo curó de su enfermedad metabólica. Esto, combinado con el deseo de honrar a su mentor y amigo, causó que Wally West descartara su identidad Kid Flash y, en cambio, adoptara el nombre y el vestuario de Flash. Sin embargo, después de aceptar completamente que Barry no regresaba, West eliminó un bloqueo mental, desbloqueando sus verdaderos poderes, haciéndolo más rápido que Barry Allen. También adquirió habilidades únicas como compartir y robar velocidad, y acceder a la Fuerza de la Velocidad en sí, lo que le permite viajar en el tiempo. Cuando finalmente se descubrió que Barry Allen estaba, de hecho, con vida, Wally tomó su propia versión del traje Flash, luchando junto a Barry Allen y su nieto, Bart Allen (Impulso o por un tiempo Kid Flash).

### Bart Allen
Bartholomew Henry "Bart" Allen es el niño del futuro conocido como el héroe impulso, después de que Max Mercury desapareciera en la corriente temporal, Bart se instaló en Keystone City con Jay Garrick, el Flash original, y la esposa de Jay, Joan.
Cuando un misterioso androide del futuro conocido como Índigo atacó a los Titanes y la Justicia Joven, resultó en la aparente muerte de Donna Troy y Omen. En el funeral de Donna, Nightwing disolvió a los Titanes. Los miembros de Justicia Joven, especialmente Cassie Sandsmark, se sintieron responsables de las trágicas muertes. Esto llevó a Cassie, Robin, Impulso y Superboy a formar un nuevo grupo de Titanes bajo la guía del más experimentado Cyborg, Starfire y Beast Boy. A pesar de las dudas de Wally West, Bart aceptó una invitación para unirse a los nuevos jóvenes titanes.
Bart fue herido más tarde cuando Deathstroke le puso una escopeta en la pierna. Afortunadamente, su curación acelerada permitió que un puñado de cirujanos reemplazaran su rótula por una artificial, y Bart volvió a levantarse en cuestión de horas, pero los efectos de este encuentro fueron mucho más que físicos. Sintiéndose inseguro y cansado de ser subestimado, Bart fue a la biblioteca pública local y leyó todos y cada uno de los libros del edificio. Él retuvo ese conocimiento y lo equilibró con la falta de experiencia. Con una renovada sensación de confianza, Bart dejó atrás su alias de Impulso y regresó al equipo como Kid Flash.
Cuando Superboy Prime se volvió loco durante la Crisis infinita, Kid Flash y los supervelocistas corrieron para detener el desastre que este estaba causando. Mientras corría para someter al trastornado chico de acero, Wally West desapareció en un estallido de rayos (para regresar más tarde). Mientras tanto, el poder combinado de los velocistas derrotó a Superboy Prime, pero cortó su conexión con Fuerza de la Velocidad en el proceso. Bart regresó para advertir a los héroes de la fuga de Superboy-Prime. Pero mientras pasaban los meros momentos en el presente, Bart regresó de su viaje de cuatro años más. Bart le entregó el disfraz de su abuelo a Jay Garrick, alegando que agotó todos sus poderes de velocidad durante la batalla final.
Bart todavía tenía sus poderes, pero ante la culpa por la fuga de Superboy-Prime, inicialmente decidió retirar su disfraz. Él tomó un trabajo como trabajador de fábrica en Keystone City, pero pronto se dio cuenta de que debía usar sus habilidades para proteger a los inocentes. Aunque Bart encontró nuevos desafíos para aprovechar la fuerza de velocidad, aceptó su destino como el último Flash en la tradición de la familia Allen. En sus esfuerzos por domar la fuerza de velocidad dentro de él, Bart recurrió a la pasante de S.T.A.R. Labs, Valerie Perez, y su relación rápidamente floreció en un romance en toda regla.
Una vez aceptado el manto de Flash, Bart se mudó a Los Ángeles, California y se inscribió en la Academia de Policía. Robin le pidió unirse a los Titanes, pero Bart lo rechazó, diciendo que preferiría trabajar para ser miembro de la Liga de la Justicia de América. Poco después de retomar el manto, Iris Allen le advirtió a Bart que si luchaba contra la recién formada liga de Renegados, no sobreviviría. Inercia, en un plan para robar la energía de la fuerza de velocidad para él, manipuló a los Renegados para que pelearan con Bart. Bart luchó valientemente contra el poder combinado de los Renegados, vio el espectro de Black Flash, y murió cuando Iris Allen y Valerie Perez dejaron de llorarlo.
Más tarde en la Tierra Nueva, durante la historia de Crisis final, Superman fue llamado al siglo treinta y uno para ayudar a la Legión de Super-Héroes a defenderse de Superboy-Prime, quien fue arrojado al futuro después de la destrucción de la Tierra-51. 51 y la Guerra de los Sinestro Corps. Prime, enfurecido por su pequeño lugar en la historia como rival de Superman, liberó a toda la Legión de Supervillanos de la prisión en el planeta Takron-Galtos y libró una guerra contra la Tierra y la Legión. En respuesta a esto, Brainiac 5 convocó a las Legiones de los Tres Mundos (tierras alternativas) para combatir a las fuerzas de Prime. Revelando que la Legión había capturado "relámpagos vivientes" en el último viaje de la Legión para presentar la Tierra en The Lightning Saga, Brainiac 5 hizo que el Legionnaire XS en la cinta cósmica mientras los tres Lightning Lads activaban el "pararrayos" para liberar el rayo viviente. A pesar de que trató de detenerlos, Superboy-Prime no pudo evitar que el rayo se desatara. Un Bart Allen completamente vivo y bien formado, con su uniforme Kid Flash, apareció ante él.
Cuando se reiniciaron los universos en The New 52, el Kid Flash que trabajaba con los titanes era conocido como Bart Allen. Terminó con una historia de fondo diferente, y finalmente fue escrita fuera de la historia. Más tarde fue reemplazado como Kid Flash por Wallace West, el primo afroamericano de Wally.

### Iris West II
Iris West es la Kid Flash que apareció originalmente en Kingdom Come, una historia ambientada en el futuro "cercano" del Universo DC, ubicado en Tierra-22. Si bien esta historia se ha tratado como una continuidad separada del Universo DC principal, las versiones del personaje se han presentado en viajes en el tiempo y en historias relacionadas con Hipertiempo.
En esta historia ella es la hija de Wally West (el Flash de ese tiempo) y Barry. Wally estaba constantemente ocupado protegiendo a Kestone City y pocas veces tenía tiempo para sus hijos. Ella fue reclutada por Rip Hunter y otros héroes como miembro de un equipo para detener a Gog quien intentaba alterar el curso de la historia. Después de un tiempo formó parte de un grupo compuesto por los hijos de los titanes originales.

### Wallace West
Wallace West es el tercer y actual Kid Flash del universo de DC Comics. Apareció por primera vez en The Flash Annual Vol.4 #3. Es el hijo del quinto Flash inverso, Daniel West, y primo del primer Kid Flash y tercer Flash, Wally West.

## Otras versiones

### S'kidds'kakoth
S'kidds'kakoth apareció por primera vez en Flash Vol.2 #235 (febrero de 2008) fue diseñado genéticamente por el científico Savothian Gorflack para que este sirviera como "S'kidd-Flash" una versión de Kid flash y compañero de Flash. Estudio metódicamente las habilidades y peleas de Flash para poder tener un mejor desempeño como su compañero. Después de un tiempo pudo conocer Flash y a Impulso cuando estos visistaron a Savoth.

## En otros medios

### Televisión

#### Superman/Aquaman Hour of Adventure
- En la serie Superman/Aquaman Hour of Adventure de 1967-1968, Wally West aparece como Kid Flash con la voz de Tommy Cook, el es presentado como un miembro de los jóvenes titanes. Hace sus apariciones en los segmentos "The Monster Machine", "The Space Beast Round-Up" y "Operation: Rescue"[18]

#### Los jóvenes titanes
- Wally West aparece como Kid Flash en la serie animada Los jóvenes titanes con la voz de Michael Rosenbaum.[19] Es visto en la quinta temporada en el 8° episodio "A la Velocidad de la Luz", es presentado como un miembro de los titanes honorarios. Los 5 de la colmena aprovechan la ausencia de los titanes este para poder robar, sin embargo, Wally West causándoles dificultades, el comienza un romance con Jinx. Cuando ella descubre que es buscado por Madame Rouge, Jinx se encuentra en una situación difícil, ya que ella no está segura de unirse a la Hermandad del mal, o quedarse con Kid Flash y cambiarse al lado del bien.[20]

#### Batman: The Brave and the Bold
- Wally West aparece en la serie animada Batman: The Brave and the Bold con la voz de Hunter Parrish. Aparece por primera vez en el episodio 15 "Requiem for a Scarlet Speedster!" de la segunda temporada, en este episodio Jay y Wally se muestran deprimidos por la aparente muerte de Barry, poco después viajan al siglo 25 donde el Profesor Zoom se ha hecho un conquistador.[21] En el 8° episodio "Triumvirate of Terror!" de la tercera temporada se disputa un partido de béisbol entre la Liga de la Justicia Internacional (de la que Kid Flash forma parte) contra la Legión de la perdición.[22] En el episodio 13 "Mitefall!" y último de la serie, Kid Flash ayuda a Batman con otros héroes a detener los planes de Bati-duende.[23]

#### Young Justicie
- La versión Kid Flash de Wally West aparece en la serie animada Young Justice con la voz de Jason Spisak.[24] El personaje tuvo un amplio desarrollo a lo largo de toda la serie, al inicio fue presentado como un joven de 15 años compañero de Flash. Al principio fue invitado a unirse como un miembro de la Liga de la Justicia, sin embargo, el y los demás miembros invitados se dieron cuenta de que no tendrían la membresía completa en la y solo se les daría acceso a la oficina pública de la Liga.[25] Él se unió a Aqualan, Robin y Speedy y al reciente rescatado Superboy, para formar un equipo,[25] posteriormente posteriormente se les uniría Miss Martian.[26] Luego de algunas misiones, Wally y el equipo conoció al sexto miembro del equipo, Artemisa, con quien Wally tendría una mala relación, inclusive en las misiones. Para el final de la temporada la relación entre ambos había mejorado dramáticamente, tanto que, más tarde, después de la batalla climática con la Liga, Wally y Artemisa se besaron después del toque de medianoche en Año Nuevo.[27] Al comienzo de la segunda temporada Wally ahora con 21 años, se ha retirado como superhéroe. Posteriormente se une a Nightwing, Jim Harper, Flecha Verde y Canario Negro en la organización de una intervención para Flecha Roja, el clon de Roy Harper. A pesar de estar retirado por estar en una relación con Artemisa, el ayuda al equipo en emergencias. Wally muere al intentar ayudar a Barry Allen y Bart Allen a desactivar los dispositivos colocados por el Reach. Al ser más lento que los otros velocistas este absorbe los rayos de energía quedando vaporizado.[28][29]

- Bart Allen también aparece como Kid Flash en la serie Young Justice con la voz de Jason Marsden.[30] El es un velocista del año 2056 quien construyó una máquina aliado con el villano Neutron en las ruinas del Monte Justicia, para poder ir al pasado y salvar la vida de Flash, además de darle una cura al Neutron del pasado y así "evitar" la catástrofe que se presentó en el futuro. Después de eso se queda en el presente ya que su máquina quedó averiada, el simula que no sabía que su máquina del tiempo se rompió durante el viaje, después de eso se queda en Central City con Jay Garrick.[31] Es visto nuevamente ayudando a la Liga a detener los dispositivos colocados el Reach.[28][32]

#### Arrowverso
- Wally West aparece en The Flash y Legends of Tomorrow.

### Películas
Wally aparece en:
- Justice League: The New Frontier (2008)
- Lego Batman 3: Beyond Gotham (2014).

### Videojuegos
- Bart Allen es un personaje jugable en el juego DC Universe Online.
- Bart Allen y Wally West aparecen el juego Injustice.
- Wally aparece en el videojuego Young Justice: Legacy.